# Settling Accounts: Drive to the East
Settling Accounts: Drive to the East is het in 2005 verschenen tweede deel van de Settling Accounts-tetralogie van de Amerikaanse schrijver Harry Turtledove met een alternatieve geschiedenis waarin niet de Unie maar de Confederatie de Amerikaanse Burgeroorlog heeft gewonnen. De Settling Accounts-tetralogie volgt op How Few Remain-, de Great War- en American Empire-trilogie, en beschrijft een alternatieve Tweede Wereldoorlog.

## Plot
De Geconfedereerde legers zijn onder generaal George Patton opgerukt in Ohio tot aan het Eriemeer. De VS weigeren echter in te gaan op Featherstons vredesaanbod en beide zijden maken zich op voor een lange oorlog. Na een zinloze weinig opleverende strijd in Virginia, slaan op Geconfereerde legers in 1942 opnieuw toe met een zomeroffensief in Oost-Ohio. Het doel is de industriestad Pittsburgh. Als die valt dan kunnen de VS onvoldoende staal produceren om de strijd voort te zetten, zo hopen Featherston en stafchef generaal Nathan Bedford Forrest III. Aanvankelijk boeken de Geconfedereerden opnieuw overwinning op overwinning.
In Pittsburgh verhardt de Amerikaanse weerstand en begint de grotere productiecapaciteit van de USA ook mee te spelen. De USA hebben dan wel minder goede tanks dan de CSA, maar ze hebben er meer en ook meer manschappen. De CSA maakt gebruik van kwalitatief slechtere Mexicaanse hulptroepen om een kwetsbare flank af te schermen. En het is nou juist daar waar generaal Morell de tegenaanval inzet. Featherston weigert Pittsburgh te ontruimen, waardoor Pattons leger ingesloten raakt. Dit leger moet op 2 februari 1943, na de haastige evacuatie van Patton, capituleren.
In Utah nemen de Mormonen hun toevlucht tot zelfmoordaanslagen. Al snel wordt dit voorbeeld gevolgd door de zwarten, wat op zijn beurt een verdere radicalisatie van de Freedom Party inluidt. Featherston eist nu een 'nikkervrije' Confederatie. De Freedom Party grendelt systematisch de zwarte wijken af, zuivert ze, pakt de bevolking op en stuurt ze naar de kampen. Omdat de gaswagens niet efficient genoeg zijn en het leger bovendien vrachtwagens nodig heeft, bedenkt Jefferson Pinkard nu het plan om de zwarten te vergassen met waterstofcyanide. De zwarten worden naar badruimtes geleid onder het voorwendsel dat ze gewassen en ontluisd worden en eenmaal binnen vergast. De lijken worden, na te zijn ontdaan van vullingen en kostbaarheden, in massagraven op de Texaanse prairie begraven. Pinkard wordt hiervoor wederom bevorderd, tot troepleider (brigadegeneraal). Mexicanen nemen de openvallende banen van zwarten in. 
In West-Texas lanceert generaal-majoor Dowling een aanval op Lubbock. Het voornaamste motief is het binden van Geconfedereerde troepen zodat deze niet kunnen worden ingezet bij Pittsburgh. Deze opmars bedreigt ook Pinkards Camp Determination en brengt het gevaar mee dat de USA de massamoord ontdekt en als propagandawapen inzet tegen de Confederatie.
De zeeoorlog blijft onbeslist, hoewel de Amerikanen wel de Japanners van de Sandwicheilanden weten terug te drijven. In de Atlantische Oceaan proberen de Britten zeebruggen naar Canada en Zuid-Amerika in stand te houden (ter bevoorrading van Canadese opstandelingen en zichzelf) en proberen de Duitsers en de USA deze te verbreken. 
In Europa stokt het Brits-Franse offensief in West-Duitsland en worden de Russen in het oosten tot staan gebracht. Oostenrijk-Hongarije en Rusland worden bovendien geplaagd door guerrilla's, die eveneens auto- en zelfmoordbommen inzetten.
Inmiddels beginnen de USA, de Confederatie, de Britten en de Fransen in het diepste geheim te werken aan atoomwapens.